# Бекет, Томас
То́мас Бе́кет (англ. Thomas Becket; также Фома́ Бекет или Фома Кентербери́йский; иногда встречается написание фамилии Бе́ккет; 21 декабря 1118 года, Лондон — 29 декабря 1170 года, Кентерберийский собор) — одна из ключевых фигур в английской истории XII века, первоначально канцлер Генриха II, затем архиепископ Кентерберийский с 1162 по 1170 год. Вступил в конфликт с Генрихом II и был убит, возможно, по наущению короля на ступенях алтаря Кентерберийского собора. Канонизирован Католической церковью в 1173 году, с XIX века почитается и Церковью Англии.

## Ранние годы

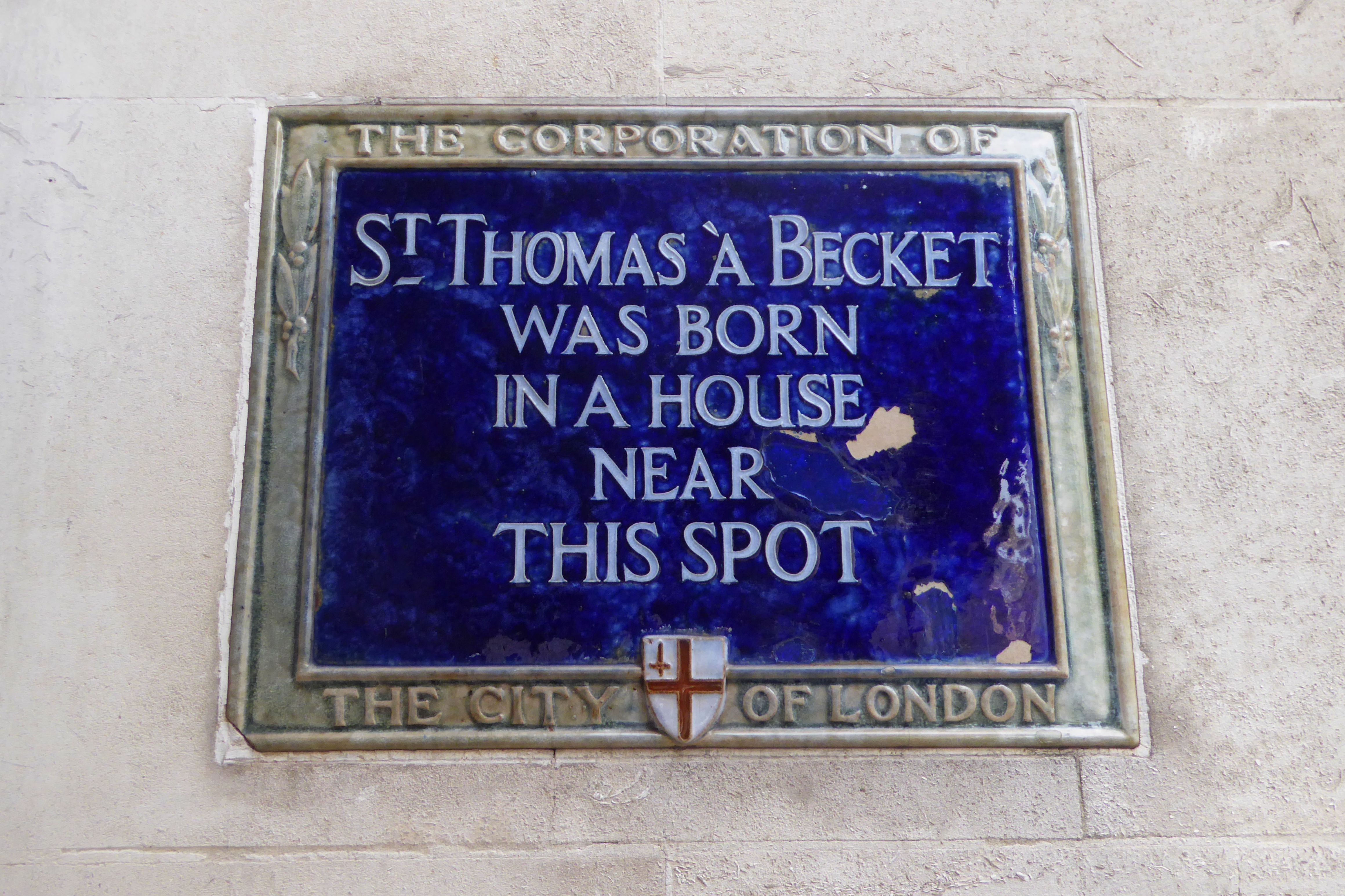
Памятная доска, установленная на месте рождения Томаса Бекета в Чипсайде (Лондон)

Томас Бекет родился в Чипсайде (англ.), Лондон, в семье торговца Гильберта Бекета и его жены Матильды. Отец Томаса был сыном рыцаря из Тьервиля (фр.) в Нормандии, в молодости стал купцом и торговал в Руане, но позже приобрёл недвижимость в Лондоне и жил здесь на доходы от аренды. Известна легенда, что мать Томаса была мусульманской принцессой, встретившейся с Гильбертом во время его паломничества в Святую землю, последовавшей за ним в Англию и принявшей там крещение. Установлено, что легенда не имеет под собой оснований и возникла через три века после гибели архиепископа. Мать Томаса Матильда также являлась уроженкой Нормандии, её семья происходила из окрестностей Кана. 

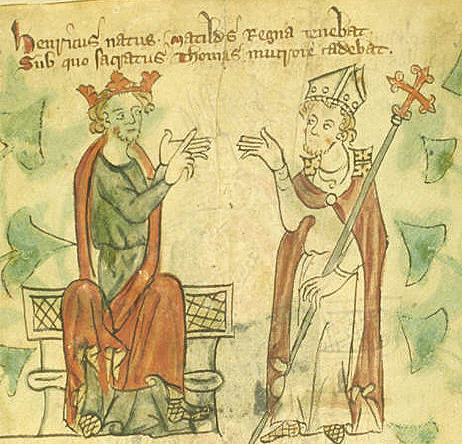
Генрих II и Томас Бекет. Миниатюра из «Большой хроники» Матвея Парижского, 1350 г.

О влиятельности и богатстве семьи Бекетов можно судить по тому, что после своей смерти Гильберт и Матильда были погребены в соборе Святого Павла. Одна из легенд называет родителями Томаса императора Священной Римской империи Генриха V и наследницу английского престола Матильду.
Первоначальное воспитание в рыцарском духе Томас получил под руководством друга своего отца Ришара де л’Эгль, а начальное образование — в приорате августинцев в Мертоне (совр. район Лондона). Затем он изучал гражданское и каноническое право в Парижском и Болонском университетах, однако обучение своё там так и не закончил. По возвращении в Англию в 1141 году он поступил на службу к архиепископу Кентерберийскому Теобальду и вскоре стал одним из его деятельных помощников. В 1148 году Бекет сопровождал Теобальда на собор в Реймсе, в 1152 году он был представителем архиепископа в Риме и добился от папы послания, запрещавшего коронацию сына Стефана Блуаского. В 1154 году Бекет стал архидиаконом Кентербери, а затем по рекомендации Теобальда новый английский король Генрих II назначил Бекета канцлером.

## Канцлер Генриха II. Избрание архиепископом

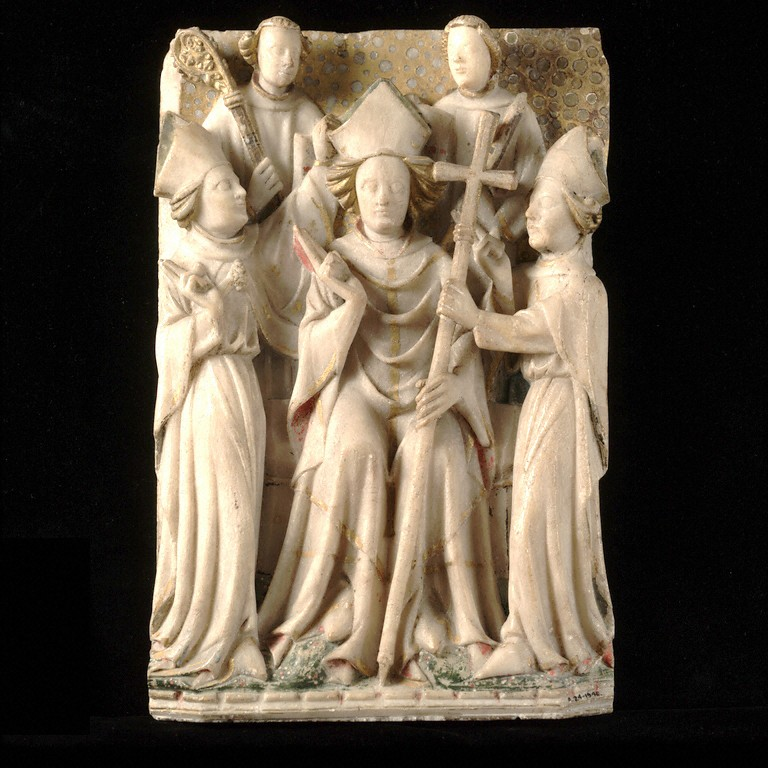
Интронизация Томаса Бекета. «Ноттингемский алебастр», середина XV в.

Томас Бекет был канцлером в течение семи лет (1155—1162 годы). За это время он добился значительного политического влияния и поддерживал с Генрихом II дружеские отношения. Бекет был воспитателем наследника престола Генриха Молодого; хронисты зафиксировали слова принца, что канцлер выказывал ему больше отеческой любви за один день, чем родной отец за всю жизнь. Весной 1158 года он возглавлял посольство в Париж, где успешно провёл переговоры о браке своего воспитанника с дочерью Людовика VII. В 1159 году Бекет фактически руководил военным походом на Тулузу, а затем командовал и другими военными операциями. В мае 1160 года он способствовал подписанию мирного договора между Генрихом II и Людовиком.
В конфликтах между королём Англии и Теобальдом Бекет неизменно принимал сторону Генриха. Так, он добился взимания земельного налога с имущества, принадлежавшего Церкви. В среде духовенства Бекет однозначно считался «человеком короля», поэтому именно по инициативе Генриха II после смерти Теобальда капитул Кентербери 2 июня 1162 года рукоположил Бекета в сан священника, а на следующий день избрал его новым архиепископом. Это встретило противодействие не только со стороны ряда влиятельных прелатов и кентерберийского духовенства, но и матери короля Матильды, не доверявшей новому церковному главе.

## Конфликт с королём и изгнание
Назначив своего друга и советника на кентерберийскую кафедру, Генрих II надеялся подчинить себе английскую Церковь и лишить её ряда привилегий. Тем не менее, сразу же после своей хиротонии Томас Бекет отказался от поста канцлера и стал проводить политику, совершенно противоположную ожиданиям короля. Архиепископ начал ряд судебных процессов против лиц, незаконно захвативших церковную собственность в период гражданской войны. 1 октября 1163 года король на собрании духовенства в Вестминстере объявил о намерении ввести новую подать с церковных земель и передать расследования уголовных преступлений клириков из ведения церковных судов светским судам; Бекет резко выступил против королевских инициатив.
Кроме того, Бекет после своего назначения архиепископом изменил образ жизни — если раньше он вёл обычную жизнь придворного, то после принятия сана стал предаваться аскетическим практикам, много молиться, выдерживать посты, заниматься самобичеванием и благотворительностью. В мае 1163 года на церковном соборе в Туре он безуспешно добивался от папы Александра III канонизации Св. Ансельма Кентерберийского (ум. 1109).
29 января 1164 года на собрании знати и духовенства в Кларендонском дворце (англ.) Генрих II предъявил присутствующим для подписания так называемые Кларендонские конституции — 16 статей, существенно ограничивавшие привилегии Церкви. Так, 3-я статья обязывала клириков, обвинённых в уголовных преступлениях, предстать и перед светским, и перед духовным судами. 4-я статья запрещала епископам и клирикам покидать Англию без разрешения короля, а в случае получения такого разрешения обязывала их письменно гарантировать монарху, что во время пребывания за границей они не будут наносить ущерб Короне. 7-я статья запрещала предавать анафеме или интердикту королевских вассалов и чиновников без разрешения монарха. Статьёй 11-й на епископов, аббатов и клириков, держащих фьефы от короны, налагались все обязанности вассала; 12-я статья передавала королю доходы от вакантных епархий и аббатств, ею же определялось, что замещение вакантных церковных постов может происходить только по согласию короля, а кандидаты обязывались приносить клятву верности монарху.
Присутствовавшие в Кларендоне представители духовенства одобрили конституции, но Бекет, хоть и заявил о своём согласии с их содержанием, отложил их подписание. Папа Александр III отказался признать конституции, так как они противоречили каноническому праву (в частности, за одно и то же преступление клирики должны были быть судимы дважды — светским и духовным судами); вслед за папой Томас Бекет также объявил об отказе от подписания Кларендонских конституций. В ответ 8 октября 1164 года Генрих II на совете в Нортгемптоне обвинил архиепископа в растратах казны в период его канцлерства. Томас Бекет объявил о своей неподсудности королевскому совету и бежал во Францию.

## Возвращение в Англию и мученическая смерть

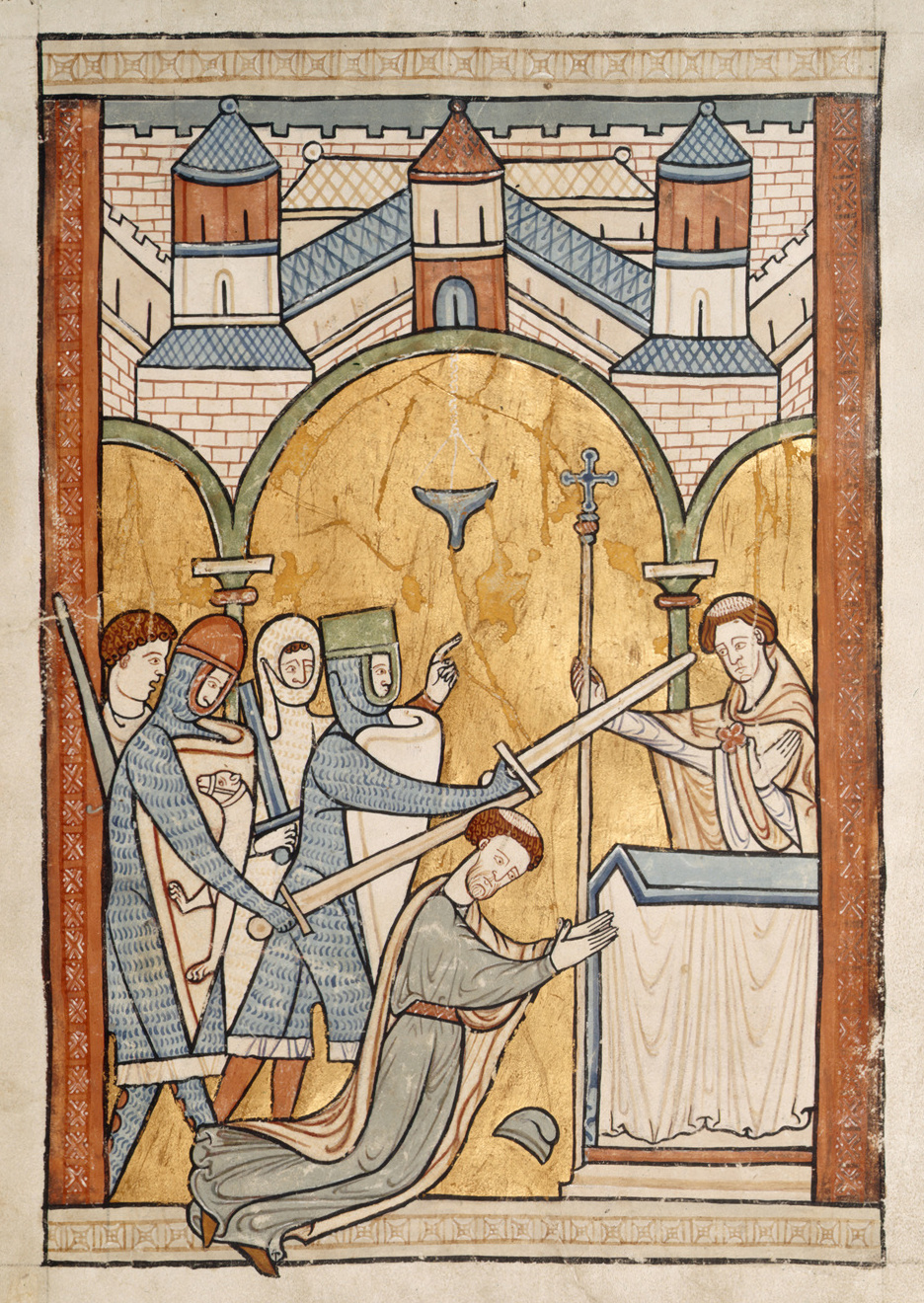
Убийство Томаса Бекета. Миниатюра английской псалтири нач. XIII века, самое раннее известное изображение

Вопреки требованиям Генриха II французский король Людовик VII с честью принял изгнанного архиепископа Кентерберийского. Большую часть своего изгнания (1164—1170) Бекет провёл в цистерцианском аббатстве Понтиньи, но затем угрозы Генриха II в отношении английских цистерцианцев вынудили Бекета переехать в Санс. Всё это время Бекет находился в центре европейской политики, переписываясь с Людовиком VII, папой Александром III и с сицилийской королевой Маргаритой Наваррской. Бекет убеждал папу добиться отмены Кларендонских конституций путём применения крайних мер — анафемы и интердикта — против Генриха II. Но Александр III, сам вынужденный бежать из Италии, где ему противостоял император Фридрих Барбаросса и его ставленники — антипапы, не желал ссориться с возможным союзником Генрихом II.

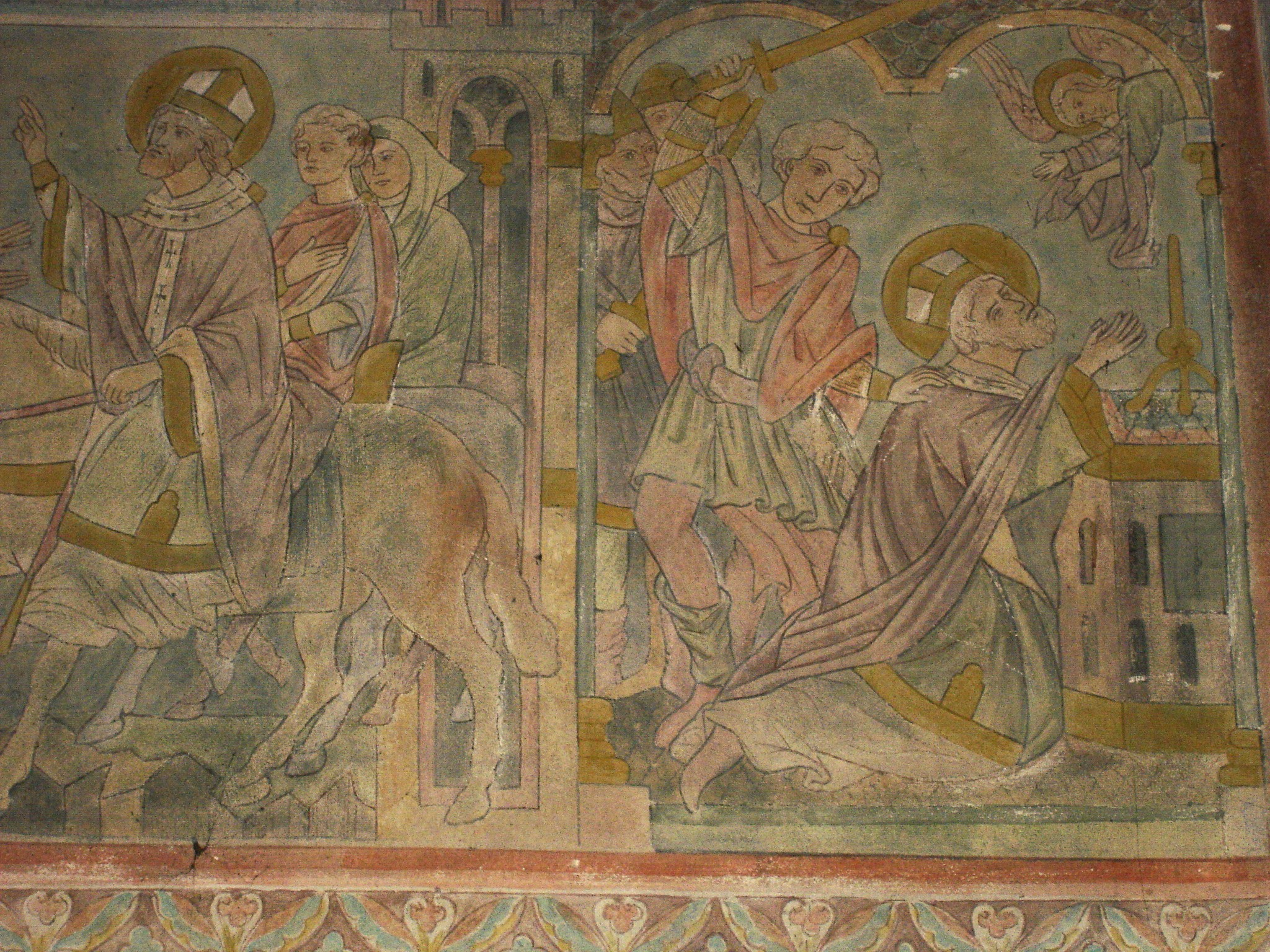
«Мученичество Томаса Бекета». Фреска из Брауншвейгского собора, 1250 г.

Ситуация изменилась только в июне 1170 года, когда по указанию Генриха II его сын и наследник Генрих Молодой был коронован в Йорке. Церемонию совершили архиепископ Йоркский и епископы Лондона и Солсбери, хотя традиционно английских королей венчали на царство архиепископы Кентербери. Протест Бекета был на этот раз поддержан папой Александром III, пригрозившим Генриху II интердиктом. 22 июля 1170 года Генрих II, находившийся в этот момент в Нормандии, примирился с Бекетом. В качестве знака королевского раскаяния Томас Бекет потребовал от короля опубликовать в Англии папские послания, осуждавшие Кларендонские конституции, и низложить трёх епископов, совершивших йоркскую коронацию. Невзирая на возобновление конфликта, Генрих II позволил Томасу Бекету вернуться в Англию.

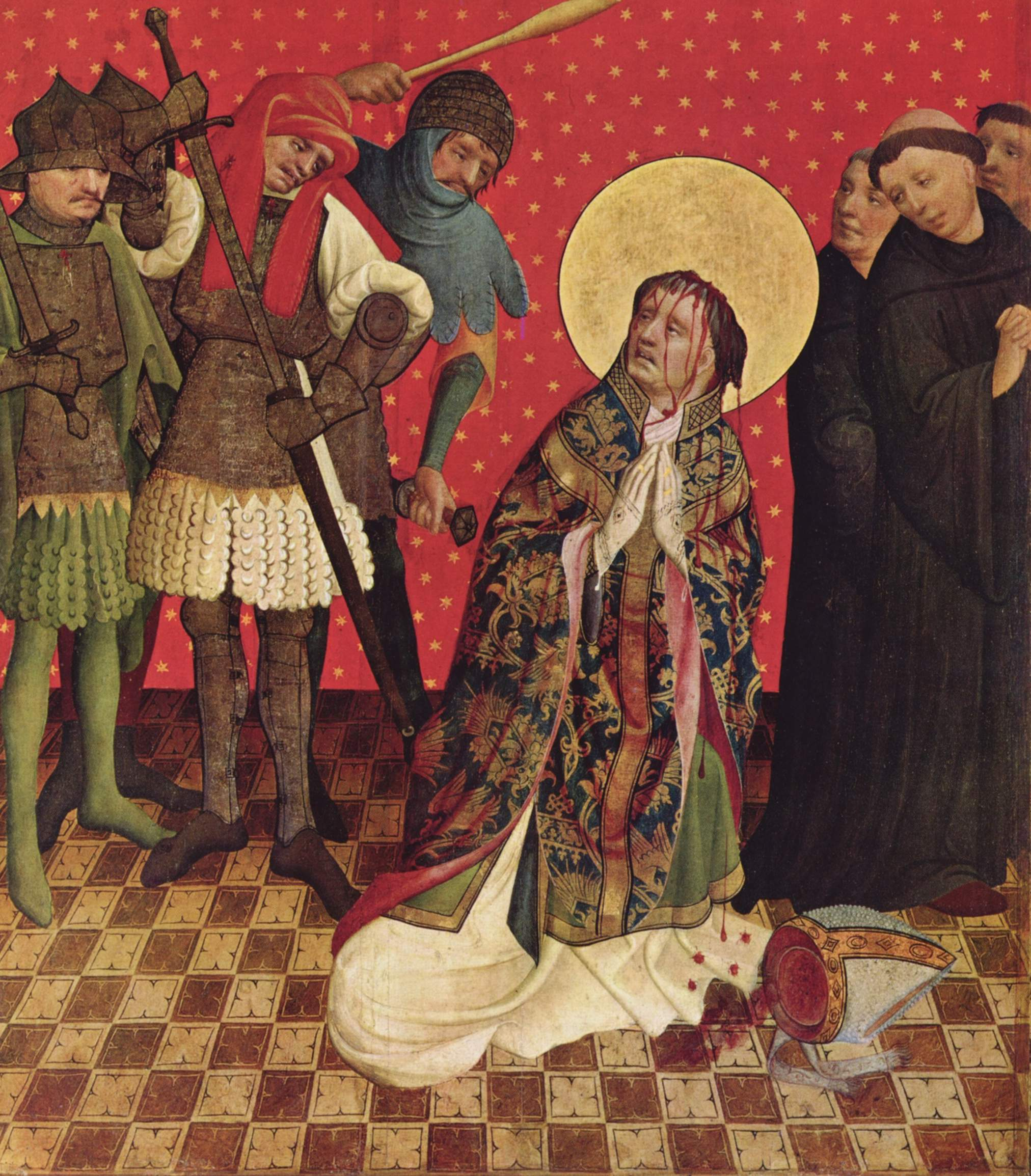
«Смерть Томаса Бекета». Роспись алтаря Св. Фомы в Гамбурге. Мастер Франке, 1424 г.

1 декабря 1170 года Томас Бекет вернулся из изгнания с триумфом: его и лодку, в которой он высадился на берег в Сануидже, восторженные богомольцы несли на руках до самого Кентербери. Ободрённый такой встречей, Бекет немедленно отлучил от Церкви трёх виновных епископов. Узнав об этом, находившийся в Нормандии Генрих II, согласно распространённой легенде, гневно воскликнул: «Неужели никто не избавит меня от этого мятежного попа?» Современник и биограф Св. Томаса Эдвард Грим передаёт следующие слова короля: «Каких же ничтожных трусов и предателей я кормил и призрел в моём доме, что они позволяют подлому попу оскорблять их господина?» Четверо рыцарей (Реджинальд Фитц-Урс (англ.), Хьюг де Моревиль (англ.), Уильям де Траси (англ.) и Ричард ле Бретон (англ.)) восприняли слова короля в качестве приказа и немедленно отбыли в Кентербери.
По свидетельствам Эдварда Грима и хрониста Гервасия Кентерберийского, добравшись туда, рыцари накинули плащи на свои доспехи и оставили оружие под сикомором у входа в Кентерберийский собор. Встретив архиепископа, они сообщили ему, что король вызывает его для суда в Винчестер, но Бекет отверг это требование. Рыцари вернулись за оружием и, уже вооружённые, ворвались в собор, где архиепископ должен был возглавлять вечерню. Убийцы настигли Бекета на ступенях, ведущих к алтарю, на котором должна была совершаться вечерня, и нанесли ему четыре удара мечом по голове. Лишь на третьем ударе архиепископ упал со словами: «Я принимаю смерть во имя Господа и отдаю свою душу на суд Божией Церкви». Четвёртый удар мечом раздробил ему голову, после чего убийцы бежали из собора (29 декабря 1170 года).
Гибель архиепископа вызвала волну протестов в среде католического духовенства, а папа Александр наложил на Англию интердикт. Чтобы сбить накал народного недовольства, Генриху пришлось принять папских легатов и принести публичное покаяние с кафедры Кентерберийского собора, а рыцарям-убийцам приказано было четырнадцать лет отслужить в Палестине в рядах ордена Тамплиеров.

## Прославление в лике святых

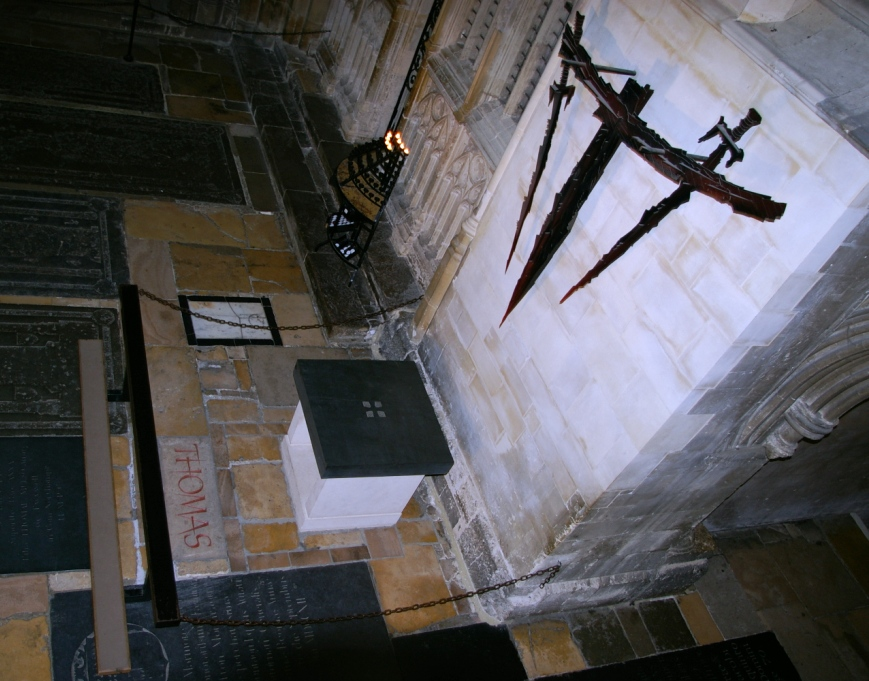
Место убийства Томаса Бекета в Кентерберийском соборе

Убийство архиепископа у алтаря в его собственном кафедральном соборе потрясло средневековую Европу. Уже 21 февраля 1173 года папа Александр III причислил священномученика к лику святых. Культ святого быстро распространился по Европе: уже в XII веке его изображения появляются на Сицилии (мозаики апсиды собора Монреале) и Кастилии (церковь святого Николая в Сории). В Англии гробница Томаса Бекета стала местом массового паломничества. Традиционный маршрут паломников начинался в Саутуарке (здесь 23 декабря 1170 года последний раз проповедовал архиепископ перед отправлением в Кентербери) и продолжался до Кентербери. Масштаб паломничества был таким, что вызвал к жизни Лондонский мост (по нему паломники проходили в начале путешествия и при его завершении), отстроенный сначала в дереве, а затем в камне. Именно в паломничество к гробнице Томаса Бекета направлялись герои «Кентерберийских рассказов» Джеффри Чосера — первого литературного произведения на английском языке.
12 июля 1174 года к гробнице Томаса Бекета приходил с покаянием босой Генрих II Плантагенет. 7 июля 1220 года мощи святого, хранившиеся в крипте собора, были перенесены в роскошную раку в капелле Святой Троицы Кентерберийского собора.
Сообщения о чудесах, происходивших у мощей Томаса Бекета, появились сразу после его мученической кончины. Помимо этих чудес, Бекет известен своим внутренним перерождением: из разгульного весельчака — королевского приятеля и собутыльника он после рукоположения превратился в строгого аскета. После его кончины на его теле была найдена втайне носимая им власяница. Житие святого Томаса Бекета было включено в Золотую легенду.
Коллекта праздника святого Фомы Бекета 29 декабря:
Боже, ты даровал святому мученику Фоме Бекету такое величие души, что он отдал жизнь свою за правду; помоги и нам по его ходатайству полагать на земле жизнь нашу за Христа, чтобы обрести её на небесах. Просим Тебя через Господа нашего Иисуса Христа, Твоего Сына, который с Тобою живёт и царствует в единстве Святого Духа, Бог, во веки веков

## Генрих VIII и Томас Бекет
В ходе английской Реформации в 1538 году по приказу Генриха VIII гробница Томаса Бекета была вскрыта; принесённые в дар святому и украшавшие её ценности были конфискованы; один из бриллиантов был помещён в королевский скипетр. В том же году был издан официальный запрет именовать Бекета святым, из церквей были изъяты его изображения, а из богослужебных книг — все упоминания о нём. Утверждается также, что Томаса Бекета по приказу Генриха VIII судили посмертно по обвинению в государственной измене и обманном присвоении себе титула святого.
Невзирая на официальное преследование Генрихом VIII, почитание святого сохранилось в народном благочестии, были сохранены многие его изображения и рукописи. Считается, что мощи святого были в 1538 году выброшены в реку, по другим сведениям, сожжены, а прах развеян по ветру. Однако официального подтверждения этому нет, поэтому иногда утверждается, что мощи были тайно перезахоронены. В 1888 году в крипте Кентерберийского собора недалеко от первоначального места погребения Томаса Бекета были найдены останки, возможно, являющиеся спасёнными мощами святого.

## В культуре

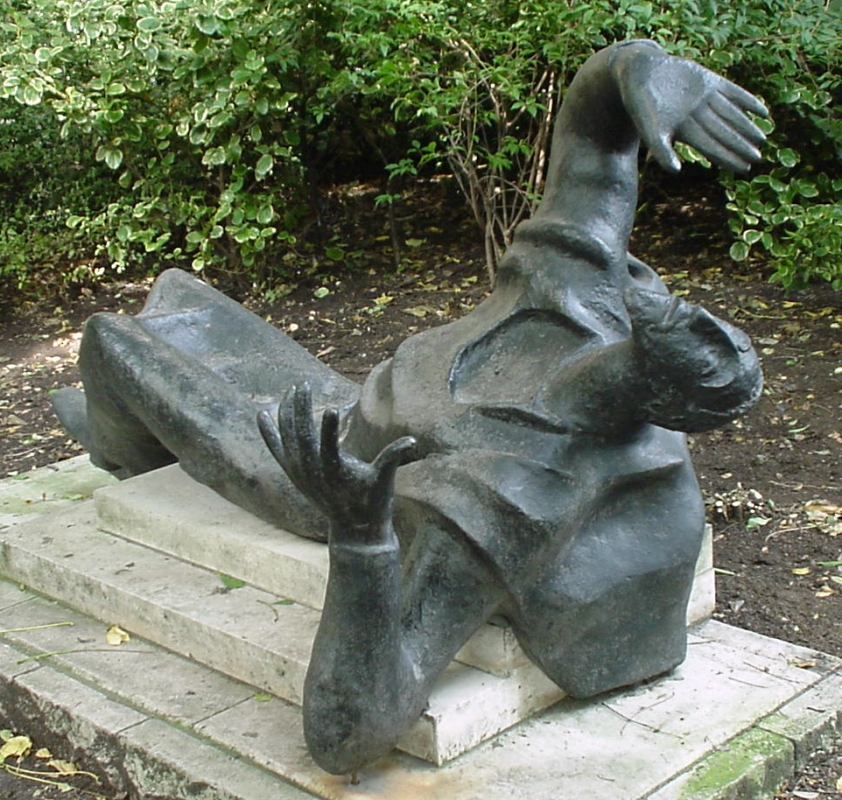
Памятник Томасу Бекету в Лондоне

- Томас Бекет является главным героем драмы «Беккет, или Честь Божья», написанной Жаном Ануем в 1959 году[30]. Сюжет построен на трагическом столкновении двух бывших друзей, Генриха II и Томаса Бекета, тяжело переживающих невозможность возобновления прежней дружбы.
- По мотивам вышеупомянутой пьесы Жана Ануя в 1964 году Питером Гленвиллом снят фильм «Бекет». Главные роли в фильме исполнили Ричард Бёртон (Томас Бекет) и Питер О’Тул (Генрих II). Фильм номинировался на 12 премий «Оскар» и выиграл одну из номинаций (Лучший адаптированный сценарий), а также был удостоен премии «Золотой глобус» за лучший фильм в жанре драмы.
- Убийство Фомы Кентерберийского является одним из ключевых эпизодов романа Кена Фоллетта «Столпы Земли» (1989).
- История взаимоотношений Томаса Бекета и короля Генриха II рассматривается в новелле Конрада Фердинанда Мейера «Святой» (нем. Der Heilige, 1879). Первоначально новелла называлась «Святой, каким Ганс-арбалетчик его знал». В названии использовалось имя героя-рассказчика, стороннего наблюдателя, немца Ганса, с его субъективным взглядом на произошедшее.
- Убийству Томаса Бекета посвящена драматическая поэма Томаса Элиота «Убийство в соборе», по которой итальянским композитором Ильдебрандо Пиццетти создана одноимённая опера.
- 850-летней годовщине со дня гибели Томаса Бекета посвящена была выставка, проходившая с 20 мая по 22 августа 2021 года в Британском музее[31].

### Сноски
1. ↑  Record #125158316 // общий каталог Национальной библиотеки Франции
2. 1 2 3 4  Dubois Jacques. Thomas Becket ou Beckett // Encyclopædia Universalis.
3. 1 2 3 4 5  Norgate Kate. Thomas à Becket // Dictionary of National Biography. — Vol. 56. — London, 1898. — p. 165.
4. 1 2 3 4  Thurston Herbert. St. Thomas Becket // Catholic Encyclopedia. — Vol. 14. — New York, 1913.
5. ↑  Barlow Frank. Thomas Becket. — Berkeley: University of California Press, 1986. — p. 11.
6. ↑  Чекасина Н. Императрица Мод: некоронованная королева. diletant.media (2 февраля 2018). Дата обращения: 5 ноября 2021. Архивировано 11 июля 2018 года.
7. ↑  Джонс, 2021, с. 94.
8. ↑  Джонс, 2021, с. 93.
9. 1 2  Norgate Kate. Thomas à Becket // Dictionary of National Biography. — p. 166.
10. ↑  Джонс, 2021, с. 97.
11. ↑  Джонс, 2021, с. 98.
12. ↑  Штокмар В. В. История Англии в Средние века. — СПб.: Алетейя, 2003. — С. 57.
13. ↑  Джонс, 2021, с. 92.
14. ↑  Джонс, 2021, с. 103.
15. ↑  Пти-Дютайи Шарль. Феодальная монархия во Франции и в Англии X—XIII веков. — СПб.: Евразия, 2001. — С. 141—142.
16. ↑  Кларендонские конституции. Дата обращения: 7 октября 2009. Архивировано 5 октября 2009 года.
17. ↑  Norgate Kate. Thomas à Becket // Dictionary of National Biography. — p. 167.
18. ↑  Пти-Дютайи Шарль. Феодальная монархия во Франции и в Англии… — С. 143.
19. ↑  Norgate Kate. Thomas à Becket // Dictionary of National Biography. — p. 168.
20. ↑  Джонс, 2021, с. 108.
21. ↑  Norgate Kate. Thomas à Becket // Dictionary of National Biography. — p. 169.
22. ↑  Knowles Elizabeth. Oxford Dictionary of Quotations. — Oxford University Press, 2009. — p. 370.
23. ↑  Schama Simon. History of Britain. — New York: Hyperion, 2002. — p. 142.
24. ↑  Джонс, 2021, с. 113.
25. ↑  Штокмар В. В. История Англии в Средние века. — С. 58.
26. ↑  Михеева Ю. Испанцы восстановят картину убийства архиепископа Кентерберийского. www.infox.ru (22 мая 2009). Дата обращения: 6 ноября 2021. Архивировано 6 ноября 2021 года.
27. ↑  Barlow Frank. Thomas Becket. — pp. 3—9.
28. ↑  Staunton Michael (ed.). The Lives of Thomas Becket: Selected Sources (introduction). — Manchester University Press, 2001. — p. 11.
29. ↑  Джонс, 2021, с. 655.
30. ↑  Irving, Henry // Dictionary of National Biography, 1912 supplement. — Т. Volume 2. Архивировано 15 марта 2022 года.
31. ↑  Выставка «Томас Бекет: убийство и создание святого» открывается в Британском музее // Cедмица.RU.